# Troglohyphantes pluto
Troglohyphantes pluto är en spindelart som beskrevs av Lodovico di Caporiacco 1938. Troglohyphantes pluto ingår i släktet Troglohyphantes och familjen täckvävarspindlar.
Artens utbredningsområde är Italien. Inga underarter finns listade i Catalogue of Life.